# BERSERKER TUNE
「BERSERKER TUNE」（バーサーカー チューン）は、日本のバンドストレイテナーのメジャー6枚目のシングルである。2006年10月25日発売。発売元は東芝EMI。

## 概要
- 前作から9ヶ月ぶりとなるシングル。
- 初回限定版にはTシャツプレゼント応募はがき付。

## 収録曲
1. BERSERKER TUNE(3:51)
作詞・作曲：ホリエアツシ、編曲：ストレイテナー
「KILLER TUNE」に続き、歌詞の英単語の最初の文字が「L」からアルファベット順になるように並べられている。
アルバム『LINEAR』には、特に表記は無いものの、2番にあるホリエの語りの部分が異なっている。
2010年頃のライブから、原曲よりもアップテンポになった別バージョンで演奏されるようになり、セルフカバーアルバム『STOUT』にもこのバージョンで収録された。
2. Electrography(3:56)
作詞・作曲：ホリエアツシ、編曲：ストレイテナー

## 収録アルバム
1. BERSERKER TUNE
『LINEAR』
『STOUT』（STOUT ver.）